# Хоменко Олена Вікторівна
Олена Вікторівна Хоменко (нар. 7 грудня 1975, Бішкек, Киргизстан) — українська громадська діячка, політикиня. Народна депутатка України 9-го скликання. Віцепрезидентка Парламентської Асамблеї Ради Європи з 23 січня 2023. 

## Життєпис
Закінчила економічний факультет Київського національного економічного університету імені Вадима Гетьмана (спеціальність «Маркетинговий менеджмент»). Отримала диплом з маркетингу Чартерного інституту маркетингу (Chartered Institute of Marketing, UK). Здобула освіту магістра з «Міжнародного права» в Навчально-науковому інституті міжнародних відносин КНУ імені Тараса Шевченка. Наразі здобуває освіту в Києво-Могилянській бізнес-школі за програмою «Стратегічне лідерство у секторі безпеки і оборони».
Олена Хоменко була директоркою з управління та розвитку цифрових продуктів ТОВ «Квартал 95». Працювала на керівних посадах у провідних телеком- та ІТ-компаніях.
Волонтерка у ГО «Ліга волонтерів».
Кандидатка у народні депутати від партії «Слуга народу» на парламентських виборах 2019 року, № 129 у списку. На час виборів: директорка з управління та розвитку цифрових продуктів ТОВ «Квартал 95», членкиня партії «Слуга народу». Проживає в Києві.
Членкиня Комітету Верховної Ради з питань національної безпеки, оборони і розвідки. Віцепрезидентка ПАРЄ та Заступниця члена Постійної делегації у Парламентській асамблеї Ради Європи.
Членкиня тимчасової слідчої комісії ВРУ з питань розслідування можливих протиправних дій представників органів державної влади та інших осіб, що могли сприяти порушенню державного суверенітету, територіальної цілісності та недоторканності України і становити загрозу національній безпеці України (з 19 травня 2021)
22 Липня 2025 року проголосувала за проєкт закону 12414, що обмежує Національне антикорупційне бюро України та Спеціалізовану антикорупційну прокуратуру. Закон викликав хвилю антикорупційних протестів.